# Draconarius baronii
Draconarius baronii là một loài nhện trong họ Amaurobiidae.
Loài này thuộc chi Draconarius. Draconarius baronii được Paolo Marcello Brignoli miêu tả năm 1978.